# Cerkev Marije Snežne, Črnotiče
Cerkev Marije Snežne nad Črnotičami je podružnična cerkev župnije Predloka.
Cerkev stoji na 465 m visoki vzpetini nad Črnotičami, ki jo domačini imenujejo Gradišca, saj je bilo v prazgodovini na njej naselje, ki je najverjetneje imelo tudi cerkev. V časih turških vpadov so na vzpetini uredili utrdbo z obzidjem.
O razlogih za postavitev cerkve kroži med ljudmi več legend. Dolgo je bila cilj božje poti.
Cerkev je orientirana proti vzhodu. Sestoji iz pravokotne ladje in nekoliko ožjega, tristrano zaključenega prezbiterija. Nad vhodno fasado je bogato baročno oblikovan zvonik na preslico. Ladja ima lesen pevski kor in raven strop. Prezbiterij je križnorebrasto obokan.
Nad portalom in na zunanjščini prezbiterija je letnica 1665. Ker gotska rebra na oboku prezbiterija kažejo na zgodnejši čas pozidave, letnica verjetno zaznamuje prenovitev in povečanje cerkve (ob odstranitvi ometa leta 1995 so opazili podaljšanje cerkve proti zahodu za približno tri metre). Cerkev so sto let kasneje še enkrat prenavljali. Tedaj so verjetno zgradili tudi zvonik na preslico.
Po drugi svetovni vojni je bila cerkev zanemarjena, še posebno po letu 1960, ko se v njej ni več maševalo. V tem času je bila izropana, izginili so nekateri deli oltarja in oltarna podoba Marije z Jezusom in Jožefom. Leta 1995 so domačini z lastnim delom in darovi cerkev obnovili in uredili njeno okolico. Slikar Friderik Hrast je za oltar naslikal novo podobo Marije na prestolu z Jezusom v naročju, krajina v ozadju prikazuje okoliško panoramo.